# Vicent Rojo Lluch
Vicent Rojo Lluch (Font de la Figuera, La Costera, 8 d'octubre de 1894 - Madrid, 14 d'octubre de 1966) fou un militar valencià, destacat per la seva participació al capdavant de les forces republicanes durant la Guerra Civil espanyola.

## Vida

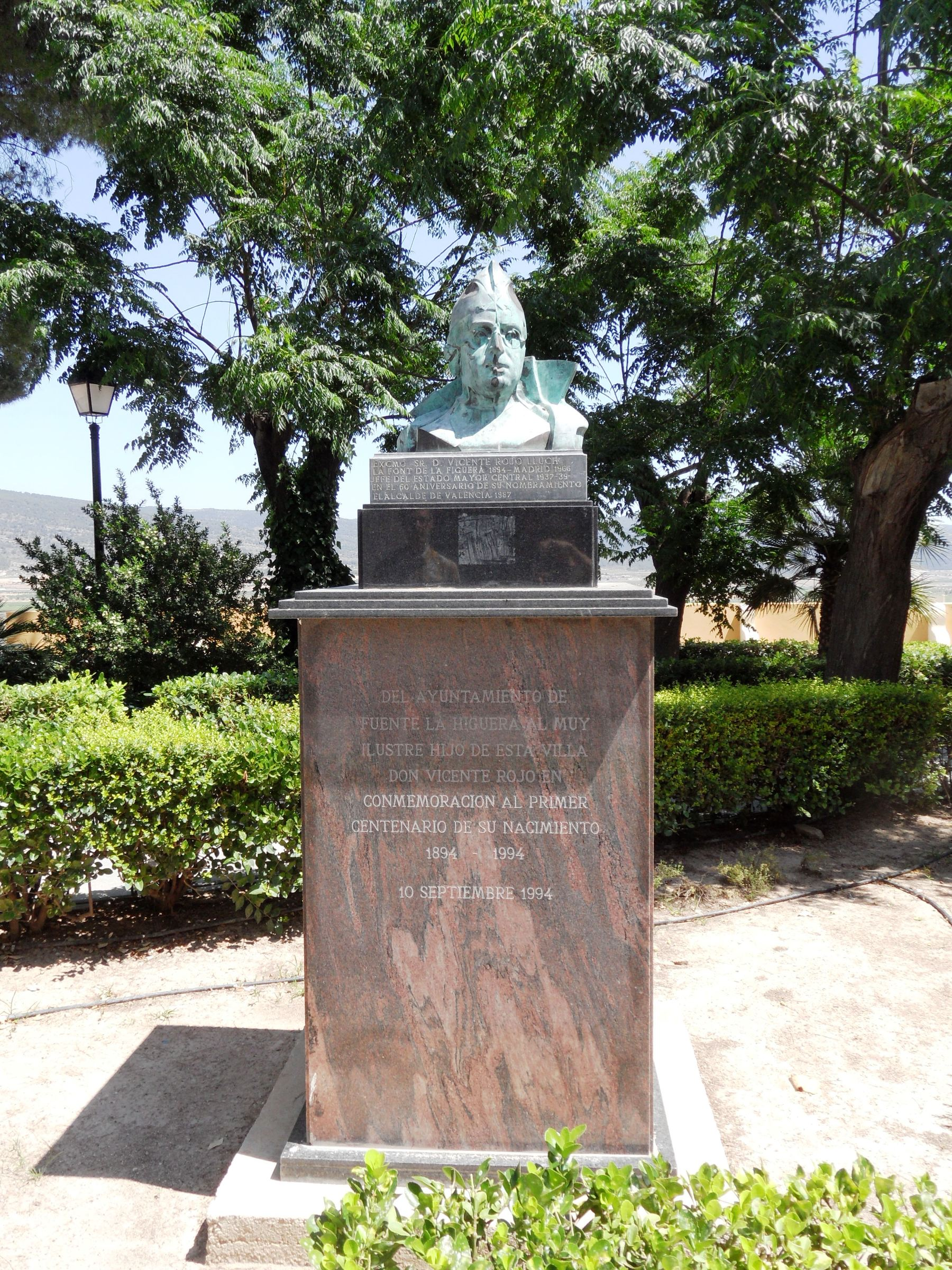
Monument a Vicent Rojo a la Font de la Figuera.

Fill pòstum d'un militar que va combatre contra els carlins i en les campanyes de Cuba, d'on va tornar malalt. Poc després moriria la seua mare, pel que va haver d'ingressar en un orfenat militar.
En 1911 ingressa en l'Acadèmia d'Infanteria de Toledo, el seu coronel José Villalba Riquelme el recordaria com un aplicat alumne, de la qual ix en 1914 amb el grau de subtinent, havent obtingut el número 4 en una promoció de 390 cadets. Després d'haver estat destinat en Barcelona va passar al Grup de Regulars de Ceuta i posteriorment de nou a Barcelona i a la Seu d'Urgell.
En 1922, ja com a capità, torna a l'Acadèmia d'Infanteria, on ocupa diversos llocs docents i d'administració. Va ser un dels redactors dels plans d'estudi de les assignatures de Tàctica, Armament i Tir per a la nova etapa de l'Acadèmia de Saragossa. És en aquest període en l'Acadèmia quan col·labora en la fundació i direcció de la Col·lecció Bibliogràfica Militar, col·lecció sobre temes militars que va arribar àmplia difusió a Espanya i en l'estranger, juntament amb el també capità Emilio Alamán. L'agost de 1932, abandona l'Acadèmia per a ingressar en l'Escola Superior de Guerra amb l'objectiu de realitzar el curs d'Estat Major.
Durant la seua estada en l'Escola es va donar la circumstància curiosa que es va proposar als alumnes de la seua promoció que desenvoluparen un supòsit tàctic que consistia en el pas del riu Ebre per a establir-se en la ruta Reus-Granadella, operació molt similar a la qual uns anys després, durant la guerra civil, hauria de portar a terme en la cèlebre batalla de l'Ebre en el tram comprès entre Mequinensa i Amposta. En altra faceta de la seua biografia, la seua preocupació i implicació per la formació dels joves va conduir, igualment, que per aquestes dates (1931-1933) fóra nomenat Comissari General d'Instrucció dels "Exploradors d'Espanya".
Ascendit a comandant el 25 de febrer de 1936, a l'esclatar la guerra civil, al juliol de 1936, es va mantenir lleial al govern de la República, i va ser un dels militars professionals que va participar en la reorganització de les forces republicanes.
A l'octubre de 1936 va ser ascendit a tinent coronel sent designat Cap de l'Estat Major de les Forces de Defensa, comandades pel general Miaja, cap de la Junta de Defensa de Madrid, creada per a defensar la capital a qualsevol preu després del trasllat del govern de la República a València. En aquest lloc va preparar un eficaç pla de protecció de la ciutat, que va evitar la seua caiguda. A partir de llavors, la seua fama com organitzador no va fer sinó augmentar. Cap de l'Estat Major de l'Exèrcit del Centre, va tenir una destacada actuació en la planificació de les principals operacions desenvolupades pel citat Exèrcit, al Jarama, a Guadalajara, Brunete i Belchite.
Amb un prestigi creixent, al març de 1937 va ser nomenat coronel i al maig, després de la formació del govern Negrín, Cap de l'Estat Major Central de les Forces Armades i cap de l'Estat Major de l'Exèrcit de Terra. Des d'aquesta nova ocupació es va encarregar de dirigir l'expansió de l'Exèrcit Popular, i va crear el denominat Exèrcit de Maniobra, que havia de servir d'avançada ofensiva de l'Exèrcit Republicà. Al llarg de 1937 va projectar les ofensives d'Osca, Brunete, Belchite, Saragossa i Terol, la primera part d'aquesta batalla, que acabà amb la conquesta d'aquesta ciutat, va ser l'única en la qual Rojo prengué el comandament directe de les unitats, el que li va valdre la concessió de la Laureada de Madrid, màxima condecoració de l'Exèrcit Republicà, i equivalent a la Laureada de San Fernando.
Ascendit a general a l'octubre de 1937 és ja un dels militars més prestigiosos de la República. L'operació més ambiciosa que va portar a terme al llarg de 1938 va ser l'ofensiva de l'Ebre, que va donar lloc a la llarga batalla de l'Ebre desenvolupada des del 25 de juliol al 16 de novembre de 1938, i en la qual la República es va jugar el seu prestigi internacional, la seua capacitat de resistència i la possibilitat de poder donar un gir favorable al curs de la guerra.

## Exili
Després de la caiguda de Catalunya, al febrer de 1939, va passar a França i després d'una breu estada en aquest país el Servei d'Evacuació de Refugiats Espanyols (SERE) li va abonar el passatge per a traslladar-se a Buenos Aires (Argentina). Poc temps després el govern de Bolívia li va oferir la possibilitat que organitzara i dirigira la càtedra d'Història Militar i Art de la Guerra en la seua Escola d'Estat Major, tasca aquesta que va desenvolupar entre 1943 i 1945, sent-li reconegut la seua ocupació de general de l'Exèrcit espanyol i condecorat amb el màxim guardó.
Al febrer de 1957 va tornar a Espanya, gràcies a les gestions d'un jesuïta que va conèixer durant la seua estada a Bolívia i avalat també pel bisbe de Cochabamba, antic capellà castrense a les ordres de Rojo. Encara que al principi no va ser molestat per les autoritats franquistes, el 16 de juliol de 1957 el Jutjat Especial per als Delictes d'Espionatge i Comunisme li comunica que és processat pel delicte de rebel·lió militar, encara que finalment ho seria per "Auxili a la rebel·lió", en la seua qualitat d'excomandant de l'Exèrcit, paradoxalment pel fet de no haver-se rebel·lat contra el govern legítim de la República. Pel que sembla la seua tornada no havia agradat a certs sectors militars, entre ells al mateix Franco que escriuria de pròpia mà en el seu expedient "negar el pa i la sal", Rojo seria condemnat a cadena perpètua, en 1958 rebria l'indult per a la seua cadena perpètua, encara que no ho serien les penes accessòries d'interdicció civil i inhabilitació absoluta.
Va escriure diversos llibres, on s'arrepleguen les seues experiències militars en la guerra civil, així va publicar Alerta els pobles! (1939), Espanya heroica! (1961) i Així va ser la defensa de Madrid (1967).
Vicente Rojo va morir a Madrid el 15 de juny de 1966. Les agències de premsa van donar de forma molt escarida la notícia, els diaris ABC i Ya van recordar el seu grau de general i únicament el diari El Alcázar, òrgan dels ex-combatents franquistes, va destacar el prestigi que gaudia entre els militars per la seua capacitat professional.